# Азербејџан на Светском првенству у атлетици у дворани
Азербејџан је као самостална земља дебитовао на 4. Светском првенству у атлетици у дворани 1993. одржаном у Торонту од 12. до 14. марта. До овог првенства, атлетичари Азербејџана су учествовали на неким од ранијих такмичења у саставу репрезентације СССР.
Закључно са 17. Светским првенством 2018. у Бирмингему, атлетичари Азербејџана су учествовали на 12.
На светским првенствима у дворани Азербејџан није освајао медаље, тако да се после Светског првенства 2018. налази у групи земаља иза 84. места земаља учесница.
Такмичари Азербејџана су четири пута освајали бодове на табели успешности (заузели једно од првих 8 места односно учествовали у финалу неке од дисциплина). Најуспешнији су бии у Бирмингему 2018. када су са представницима Румуније делили 37 место са 5 бодова. Најбољи појединачни пласман имаo је троскокаш Алексис Копело у Бирмингему освојивши 4. место у троскоку.
| Место | СП у дворани |   |   |   |   |
| =<84  | Азербејџан   | 0 | 0 | 0 | 0 |

## Освајачи медаља на светским првенствима у дворани
Нису освајане медаље

## Учешће и освојене медаље Азербејџана на светским првенствима у дворани
| Учешће и освојене медаље Азербејџана на СП | Учешће и освојене медаље Азербејџана на СП | Учешће и освојене медаље Азербејџана на СП | Учешће и освојене медаље Азербејџана на СП | Учешће и освојене медаље Азербејџана на СП | Учешће и освојене медаље Азербејџана на СП | Учешће и освојене медаље Азербејџана на СП | Учешће и освојене медаље Азербејџана на СП | Учешће и освојене медаље Азербејџана на СП | Учешће и освојене медаље Азербејџана на СП | Учешће и освојене медаље Азербејџана на СП | Учешће и освојене медаље Азербејџана на СП | Учешће и освојене медаље Азербејџана на СП | Учешће и освојене медаље Азербејџана на СП | Учешће и освојене медаље Азербејџана на СП | Учешће и освојене медаље Азербејџана на СП | Учешће и освојене медаље Азербејџана на СП | Учешће и освојене медаље Азербејџана на СП |
| СП                                         | Учесника                                   | Муш.                                       | Жене                                       | дисц.                                      |                                            |                                            |                                            |                                            | Пласман                                    | 4.М                                        | 5.М                                        | 6.М                                        | 7.М                                        | 8.М                                        | УК фин.                                    | Пл. ТУ                                     | Детаљи                                     |
| ------------------------------------------ | ------------------------------------------ | ------------------------------------------ | ------------------------------------------ | ------------------------------------------ | ------------------------------------------ | ------------------------------------------ | ------------------------------------------ | ------------------------------------------ | ------------------------------------------ | ------------------------------------------ | ------------------------------------------ | ------------------------------------------ | ------------------------------------------ | ------------------------------------------ | ------------------------------------------ | ------------------------------------------ | ------------------------------------------ |
| 1987 — 1991.                               | Учествовао као део репрезентације СССР     | Учествовао као део репрезентације СССР     | Учествовао као део репрезентације СССР     | Учествовао као део репрезентације СССР     | Учествовао као део репрезентације СССР     | Учествовао као део репрезентације СССР     | Учествовао као део репрезентације СССР     | Учествовао као део репрезентације СССР     | Учествовао као део репрезентације СССР     | Учествовао као део репрезентације СССР     | Учествовао као део репрезентације СССР     | Учествовао као део репрезентације СССР     | Учествовао као део репрезентације СССР     | Учествовао као део репрезентације СССР     | Учествовао као део репрезентације СССР     | Учествовао као део репрезентације СССР     | Учествовао као део репрезентације СССР     |
| 1993. Торонто                              | 5                                          | 4                                          | 1                                          | 4                                          | 0                                          | 0                                          | 0                                          | 0                                          | -                                          | 0                                          | 0                                          | 0                                          | 0                                          | 0                                          | 0                                          | 0                                          | [ 1 ]                                      |
| 1995. Барселона                            | 3                                          | 3                                          | 0                                          | 2                                          | 0                                          | 0                                          | 0                                          | 0                                          | -                                          | 0                                          | 0                                          | 0                                          | 0                                          | 0                                          | 0                                          | 0                                          | [ 2 ]                                      |
| 1997. Париз                                | 1                                          | 1                                          | 0                                          | 1                                          | 0                                          | 0                                          | 0                                          | 0                                          | -                                          | 0                                          | 0                                          | 0                                          | 0                                          | 0                                          | 0                                          | 0                                          | [ 3 ]                                      |
| 1999. Меабаши                              | Није учествовао                            | Није учествовао                            | Није учествовао                            | Није учествовао                            | Није учествовао                            | Није учествовао                            | Није учествовао                            | Није учествовао                            | Није учествовао                            | Није учествовао                            | Није учествовао                            | Није учествовао                            | Није учествовао                            | Није учествовао                            | Није учествовао                            | Није учествовао                            | Није учествовао                            |
| 2001. Лисабон                              | 1                                          | 1                                          | 0                                          | 1                                          | 0                                          | 0                                          | 0                                          | 0                                          | -                                          | 0                                          | 0                                          | 0                                          | 0                                          | 0                                          | 0                                          | 0                                          | [ 4 ]                                      |
| 2003. Бирмингем                            | 1                                          | 1                                          | 0                                          | 1                                          | 0                                          | 0                                          | 0                                          | 0                                          | -                                          | 0                                          | 0                                          | 0                                          | 0                                          | 0                                          | 0                                          | 0                                          | [ 4 ]                                      |
| 2004. Будимпешта                           | Није учествовао                            | Није учествовао                            | Није учествовао                            | Није учествовао                            | Није учествовао                            | Није учествовао                            | Није учествовао                            | Није учествовао                            | Није учествовао                            | Није учествовао                            | Није учествовао                            | Није учествовао                            | Није учествовао                            | Није учествовао                            | Није учествовао                            | Није учествовао                            | Није учествовао                            |
| 2006. Москва                               | 1                                          | 1                                          | 0                                          | 1                                          | 0                                          | 0                                          | 0                                          | 0                                          | -                                          | 0                                          | 0                                          | 0                                          | 0                                          | 0                                          | 0                                          | 0                                          | [ 4 ]                                      |
| 2008. Валенсија                            | 1                                          | 1                                          | 0                                          | 1                                          | 0                                          | 0                                          | 0                                          | 0                                          | -                                          | 0                                          | 0                                          | 0                                          | 0                                          | 0                                          | 0                                          | 0                                          | [ 5 ]                                      |
| 2010. Доха                                 | 2                                          | 1                                          | 1                                          | 2                                          | 0                                          | 0                                          | 0                                          | 0                                          | -                                          | 0                                          | 0                                          | 1                                          | 0                                          | 0                                          | 1                                          | =42.                                       | [ 5 ]                                      |
| 2012. Истанбул                             | 2                                          | 1                                          | 1                                          | 2                                          | 0                                          | 0                                          | 0                                          | 0                                          | -                                          | 0                                          | 0                                          | 0                                          | 0                                          | 0                                          | 0                                          | 0.                                         | [ 6 ]                                      |
| 2014. Сопот                                | 1                                          | 1                                          | 0                                          | 1                                          | 0                                          | 0                                          | 0                                          | 0                                          | -                                          | 0                                          | 0                                          | 1                                          | 0                                          | 0                                          | 1                                          | =40.                                       | [ 7 ]                                      |
| 2016. Портланд                             | 1                                          | 1                                          | 0                                          | 1                                          | 0                                          | 0                                          | 0                                          | 0                                          | -                                          | 0                                          | 0                                          | 0                                          | 0                                          | 1                                          | 1                                          | =40.                                       | [ 8 ]                                      |
| 2018. Бирмингем                            | 1                                          | 1                                          | 0                                          | 1                                          | 0                                          | 0                                          | 0                                          | 0                                          | -                                          | 1                                          | 0                                          | 0                                          | 0                                          | 0                                          | 1                                          | =37.                                       | [ 9 ]                                      |
| Укупно 12 (17)                             | 20                                         | 17                                         | 3                                          |                                            | 0                                          | 0                                          | 0                                          | 0                                          | -                                          | 1                                          | 0                                          | 1                                          | 0                                          | 0                                          | 2                                          | =37                                        |                                            |

## Преглед учешћа спортиста Азербејџана и освојених медаља по дисциплинама на СП у дворани
Стање после СП 2018.
| Дисциплина     | Период | Период   | Укупно | Мушки | Жене |   |   |   |   |
| Дисциплина     | Прво   | Последње | Укупно | Мушки | Жене |   |   |   |   |
| -------------- | ------ | -------- | ------ | ----- | ---- | - | - | - | - |
| 60 м           | 1993   | 2008     | 4      | 3     | 1    | 0 | 0 | 0 | 0 |
| 400 м          | 1993   | 2006     | 3      | 3     | 0    | 0 | 0 | 0 | 0 |
| 3.000 м        | 2010   | 2014     | 2      | 1     | 1    | 0 | 0 | 0 | 0 |
| Ходање 5.000 м | 1993   | 1993     | 2      | 2     | 0    | 0 | 0 | 0 | 0 |
| Троскок        | 1995   | 2018     | 4      | 4     | 0    | 0 | 0 | 0 | 0 |
| Укупно (5)     |        |          | 15     | 13    | 2    | 0 | 0 | 0 | 0 |

Разлика у горње две табеле за 5 учесника (4 мушкараца и 1 жена) настала је у овој табели јер је сваки такмичар без обзира колико је пута учествовао на првенствима и у колико разних дисциплина на истом првенству, рачунат само једном.

## Национални рекорди постигнути на светским првенствима у дворани
| Дисцилина                      | Нови рекорд | Атлетича/ка      | Датум, Место         | Стари рекорд | Атлетича/ка      | Датум, Место         |
| ------------------------------ | ----------- | ---------------- | -------------------- | ------------ | ---------------- | -------------------- |
| Трка на 60 метара, м           | 7,68        | Флора Хјасинт    | 12. 3. 1993. Торонто |              |                  |                      |
| Брзо ходање на 5.000 метата, м | 21:55,88    | Роман Лобавчев   | 12. 3. 1993. Торонто |              |                  |                      |
| Брзо ходање на 5.000 метата, м | 21:45,56    | Сергеј Шилдкрет  | 12. 3. 1993. Торонто | 21:55,88     | Роман Лобавчев   | 12. 3. 1993. Торонто |
| Трка на 3.000 метара, м        | 8:05,43     | Хакле Ибрахимов  | 12. 3. 2010. Доха    |              |                  |                      |
| Трка на 3.000 метара, ж        | 8:49,65     | Лајес Абдулијева | 12. 3. 2010. Доха    | 9:11,6       | Татјана Гридњева | 26. 5. 1981.         |

## Занимљивости
- Најмлађи учесник: Елвира Џабарова 16 год и 87 дана
- Најстарији учесник: Лајес Абдулијева 19 год и 188 дана
- Највише учешћа: Хајле Ибрахимов 3 пута (2010—2014)
- Најбоље пласирани атлетичар: Алексис Копело 4. место (2018)
- Најбоље пласирана атлетичарка: Лајес Абдулајева 6. место (2010)
- Прва медаља: није освојена медаља
- Прва златна медаља: –
- Највише медаља: –
- Најбољи пласман Азербејџана: =37 (2018)